# Піски (пункт контролю)
49°58′53″ пн. ш. 37°54′26″ сх. д. / 49.98139° пн. ш. 37.90722° сх. д.
Піски́ — пункт пропуску через державний кордон України на кордоні з Росією. Через пропускний пункт здійснюється тільки автомобільний вид пропуску.
Розташований у Харківській області, Дворічанський район, поблизу села Піски, на автошляху Р79. З російського боку розташований пункт пропуску «Лоґачовка», Валуйський район, у напрямку Уразового.
Вид пропуску — автомобільний. Статус пункту пропуску — міждержавний.
Характер перевезень — пасажирський, вантажний.
Окрім радіологічного, митного та прикордонного контролю, автомобільний пункт пропуску «Піски» може здійснювати ветеринарний та екологічний контроль.
Пункт пропуску «Піски» входить до складу митного посту «Куп'янськ» Харківської обласної митниці. Код пункту пропуску — 80701 04 00 (21).